# Rodolfo Godoy
Rodolfo Trinidad Ramírez Godoy (Tegucigalpa; 1928-2 de febrero de 2012) fue un futbolista hondureño que jugaba como delantero. Luego fue entrenador de su exequipo Motagua y de la selección sub-20 de Honduras, clasificando a la Copa Mundial de 1977.

## Clubes
| Club         | País     | Año       |
| ------------ | -------- | --------- |
| Argentina    | Honduras | 1946-1950 |
| C.D. Motagua | Honduras | 1950-1957 |
| C.D. Federal | Honduras | 1957-1964 |

## Palmarés

### Como jugador
| Título                       | Equipo  | País     | Año  |
| ---------------------------- | ------- | -------- | ---- |
| Liga Mayor Francisco Morazán | Motagua | Honduras | 1954 |

### Como entrenador
| Título           | Equipo  | País     | Año     |
| ---------------- | ------- | -------- | ------- |
| Copa de Honduras | Motagua | Honduras | 1968    |
| Liga Nacional    | Motagua | Honduras | 1968-69 |

### Distinciones individuales
| Distinción                                                  | Año  |
| ----------------------------------------------------------- | ---- |
| Máximo goleador del Campeonato Centroamericano y del Caribe | 1953 |